# Naval (Camboño)
Naval (Oficialmente Nabal) es un caserío  español situada en la parroquia de Camboño en el municipio de Lousame (provincia de La Coruña, Galicia).